# Luis Caravati
Luis Caravati (Cantello, Italia, 18 de julio de 1821 - San Fernando del Valle de Catamarca, 15 de julio de 1901), nacido como Pietro Luiggi Caravati, fue un arquitecto italiano, especialmente conocido por su trabajo en la construcción del conjunto monumental de edificios públicos de la ciudad de San Fernando del Valle de Catamarca, en la Argentina.

## Biografía
Nació en el pueblo de Cazzone, en la provincia de Varese, en Lombardía, localidad que actualmente forma parte de la comuna de Cantello, séptimo de los diez hijos de Antonio y Constanza Caravati. Estudió en la Academia de Arquitectura de Brera, en Milán. Emigró hacia América del Sur en fecha desconocida, y en 1857 residía ya en Catamarca; allí lo acompañaría, años más tarde, su hermano Guillermo, quien sería uno de sus principales colaboradores.

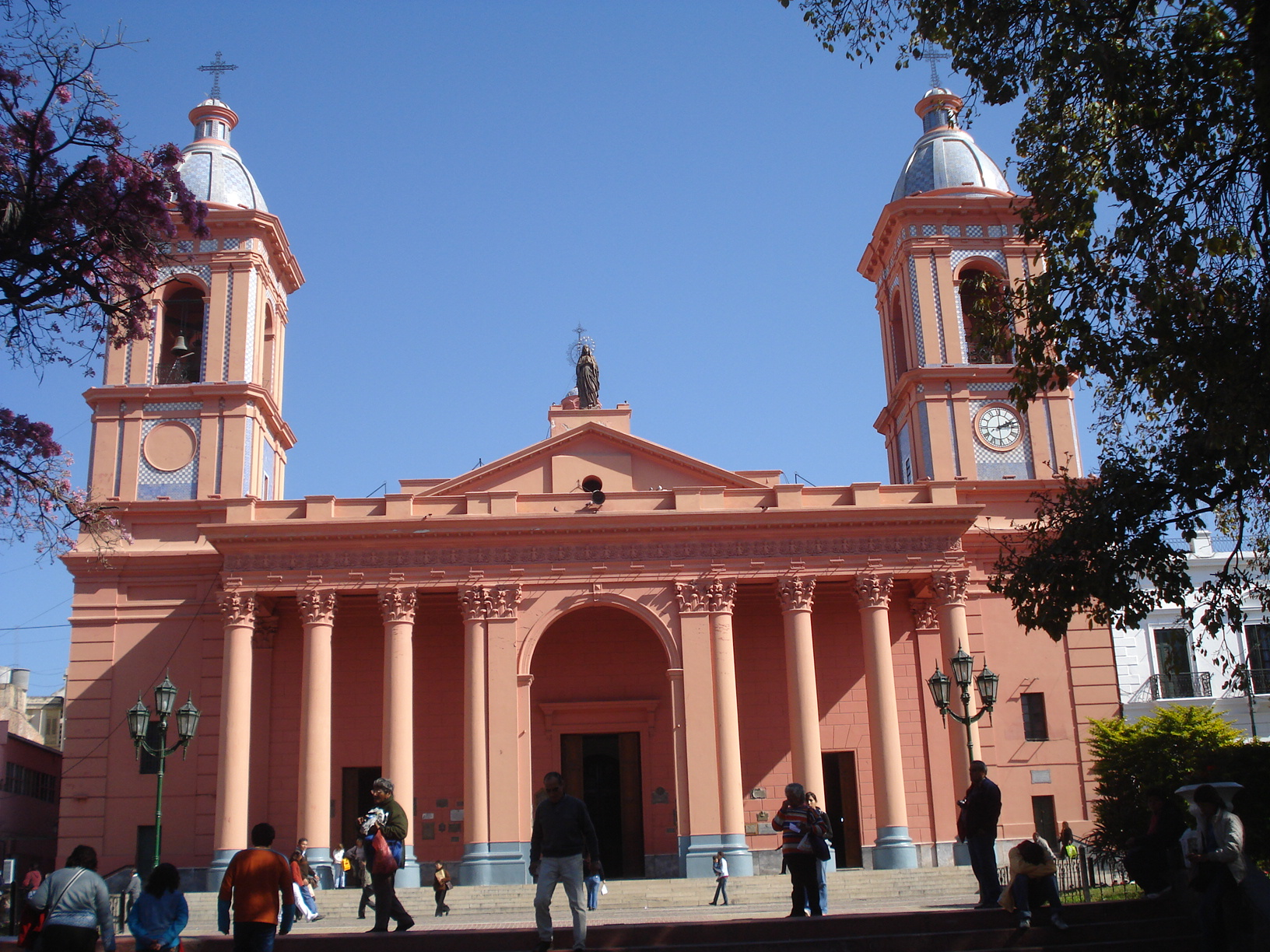
Catedral Basílica Nuestra Señora del Valle

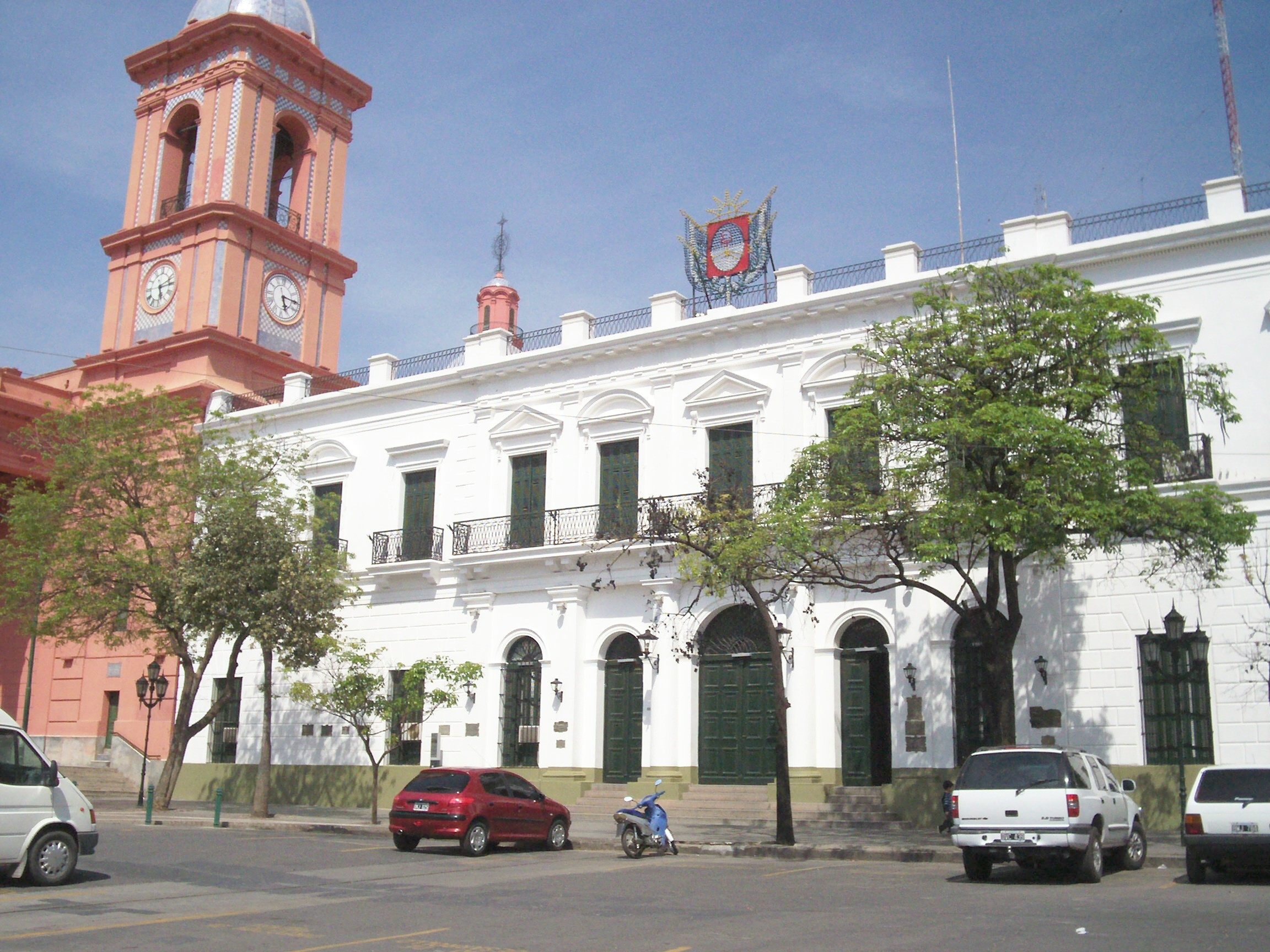
Casa de Gobierno de la Provincia de Catamarca

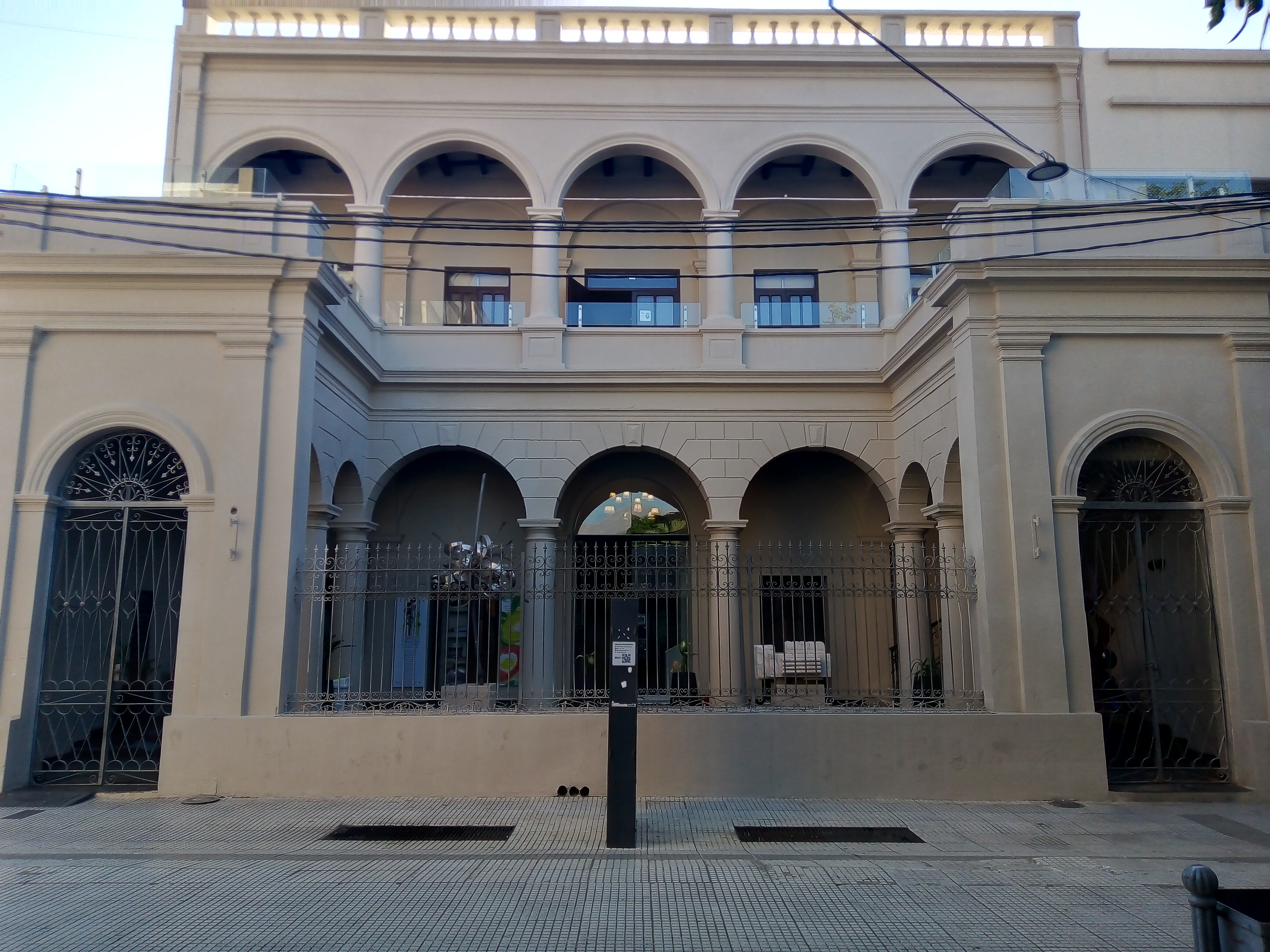
Museo de la Ciudad, Casa Caravati

Durante el período llamado de la Organización Nacional, los distintos gobiernos nacionales y provinciales hicieron grandes esfuerzos por modernizar y la infraestructura del país, en particular los monumentos públicos de las capitales. El gobernador catamarqueño Octaviano Navarro encargó a Caravati la construcción del Paseo de la Alameda, ubicado en las afueras del centro de la ciudad, lugar que se convirtió en centro de sociabilidad para los habitantes. Incluía un lago, que a su vez hacía de reservorio hídrico para la provisión de agua corriente a las viviendas del centro de la ciudad. A continuación, Navarro le encargó la Casa de Gobierno provincial y la nueva Iglesia Matriz, que es la actual Catedral basílica de Nuestra Señora del Valle. Ambos edificios, construidos con el mismo estilo neorrenacentista italiano, fueron ubicados uno junto al otro y diseñados con dimensiones similares, con la intención de darle coherencia al conjunto monumental de la Plaza central. La inestabilidad política de la provincia durante la década de los 60 causó retrasos en las obras de la actual Catedral, que se terminó en 1869, durante la gobernación de Crisanto Gómez, con cuyo gobierno se dio temporariamente fin al período de anarquía.
En 1863 se casó con Vitaliana Bustamante Ruzo, que formaba parte de la clase dirigente provincial desde la época de la Independencia. Su descendencia continúa hasta el presente en la provincia.
El gobierno de Francisco Rosa Galíndez le encargó la construcción del Colegio Nacional, iniciado en 1871, el Convento y Cárcel de Mujeres del Buen Pastor y su propia residencia, que hoy es la sede de los Tribunales de la provincia. Vuelto al gobierno el general Navarro en 1873, le encargó a su vez su propia residencia, que es la actual Casa de la Cultura de la Provincia. Por la misma época construyó una residencia familiar, que terminó ocupando el propio Caravati, y que es el actual Museo de la Ciudad y Arte Contemporáneo "Luis Caravati". Como todas las demás obras de Caravati, tiene una inspiración clásica o renacentista, con una fuerte impronta estética italiana.
Para finales de la década del 70 construyó la Iglesia de San Isidro Labrador, en San Isidro del Valle Viejo, localidad muy cercana a la capital. Entre sus últimas obras se cuenta el Hospital San Juan Bautista (iniciado en 1881), y la Escuela Normal de Niñas, proyecto este último que quedó inacabado.
Su última obra —ejecutada principalmente por su hermano Guillermo— fue el Seminario Conciliar (desde tiempos coloniales, Catamarca era un centro de formación del clero católico), que le tomó desde el año 1879 a 1890. Fue iniciativa del cura de la Matriz, presbítero José Facundo Segura, y tuvo de notable que funcionó desde antes de que fuese erigida la diócesis de Catamarca. En la actualidad aloja un colegio secundario y una sede de la Universidad Católica de Salta, y en 2009 fue declarado Monumento Histórico Nacional.
Pasó sus últimos años en la ciudad de Catamarca, donde falleció el 15 de julio de 1901. Otras fuentes lo dan por fallecido en el año 1903. Fue sepultado en el Cementerio Fray Mamerto Esquiú de Catamarca, que también había sido diseñado e iniciado por el propio Caravati.